# 울진 광흥사 대웅전 판벽화 및 기타부재
울진 광흥사 대웅전 판벽화 및 기타부재(蔚珍 廣興寺 大雄殿 板壁畫 및 其他部材)는 대한민국 경상북도 울진군 온정면 광흥사에 있는 벽화이다. 2018년 7월 16일 경상북도의 유형문화재 제520호로 지정되었다.
이 유물은 광흥사 대웅전의 벽화부재(2건 19점)와 기타부재(1건 4점)이다. 불전(佛殿)이 해체되면서 내부 빗천장에 그려진 주악천인도와 운룡도, 그리고 기타의 묵서명문(墨書銘文) 부재 등이 수습되었는데, 묵서를 통해 1770년에 부일(富一)이란 화승이 그렸음이 확인되어 주목된다. 부일은 18세기 중후반기 경상도 지역에서 주로 활동한 인물로서 다수의 작품이 전해진다. 경북 일대의 주불전에 주악천인도와 운룡도가 그려진 사례는 빈번하지만, 제작 시기나 제작자가 알려진 것은 없다.
광흥사 대웅전의 벽화와 기타부재는 비록 완전한 상태는 아니지만, 뛰어난 필력과 대담한 구성이 돋보이는 벽화이며 제작자를 알 수 있는 묵서가 있어 조선 후기 천정 벽화의 제작시기를 판단하는데 중요한 기준작이다.